# Roger Triviaux
Roger Triviaux, né le 10 août 1902 à Cognac et mort le 7 décembre 1964 dans cette ville, est un joueur de rugby français.
Il a été titularisé deux fois en équipe de France dans sa carrière pour deux test matches :
- France-Allemagne, le 19 avril 1931 au stade de Colombes (Paris), score final 34-0 et
- France-Angleterre, le 6 avril 1931, score final 14-13, toujours au Stade Colombes.